# Metopius halorus
Metopius halorus är en stekelart som beskrevs av Ian D. Gauld och Sithole 2002. Metopius halorus ingår i släktet Metopius och familjen brokparasitsteklar. Inga underarter finns listade i Catalogue of Life.